# Réactions internationales à l'attentat du 14 juillet 2016 à Nice
À l'instar des attentats de janvier 2015 et de ceux du 13 novembre 2015, l'attentat du 14 juillet 2016 à Nice a suscité de nombreuses réactions de la part de chef d'États et de membres de gouvernements étrangers, ainsi que d'organisations internationales.

## Organisations internationales
- ONU : Le Conseil de sécurité de l’ONU a « condamné avec la plus grande fermeté l’attaque terroriste barbare et lâche » qui a eu lieu jeudi dans la soirée. Les quinze pays membres du Conseil expriment « leur profonde sympathie et leurs condoléances » aux familles des victimes et au gouvernement français[1].
- Union européenne : Donald Tusk, le président du Conseil européen a déclaré « C’est un tragique paradoxe que la cible de ces attaques soient des gens célébrant la liberté, l’égalité et la fraternité. Nous sommes unis avec la France et leur gouvernement. Nous condamnons cette tragédie et continuons notre combat contre la violence extrémiste et la haine »[1].
- Organisation de la coopération islamique : Iyad bin Amin Madani, secrétaire général de l'Organisation de la coopération islamique, a condamné l'attaque, l'appelant « un affront à l'humanité et toutes les valeurs morales et humaines »[2].
- Ligue arabe : le porte-parole du Secrétaire général a déclaré : « ce crime tragique et odieux vient de réaffirmer que le terrorisme continue de dépasser toutes les lignes rouges en ciblant des innocents par des actes brutaux et sans précédent »[2].

## Réactions en Europe
- Discours de Vladimir Poutine adressé à François Hollande et à la France à la suite de l'attentat du 14 juillet 2016. Allemagne : Angela Merkel, la chancelière fédérale, a déclaré « Dans le combat contre le terrorisme, l’Allemagne se tient aux côtés de la France »[1] et  Joachim Gauck, le président allemand, condamne « une attaque contre l’ensemble du monde libre »[1].
- Belgique : le ministre belge des Affaires étrangères Didier Reynders a réagi sur Twitter : « La barbarie a encore tué et blessé des innocents. Mes pensées vont aux victimes et à leurs proches »[1].
- Danemark : le Premier ministre Lars Løkke Rasmussen a écrit : « L'attentat à Nice est une attaque sur nous tous. Une attaque sur la démocratie et les droits humains. Le Danemark est avec la France et les familles des victimes dans le chagrin »[3].
- Espagne : Mariano Rajoy, président du gouvernement espagnol, a présenté au peuple français ses condoléances sur Twitter[1]. Le roi Felipe VI a publié sur Twitter : « Face à la sauvagerie criminelle à Nice, l'Espagne offre tout son support au peuple français et aux autorités françaises ».
- Finlande : le président Sauli Niinistö a dit condamner fortement les attaques à Nice qui ont coûté la vie à des douzaines de personnes. Il a déclaré que « cette brutale attaque le jour de la fête nationale est une attaque contre les valeurs européennes. La Finlande condamne fortement le terrorisme et sera aux côtés de la France ».
- Luxembourg : le Premier ministre luxembourgeois Xavier Bettel a réagi sur Twitter : « Quel acte barbare! Solidarité et pensées avec #Nice06 »[4].
- Monaco : Patrice Cellario, conseiller de gouvernement pour l'Intérieur, dénonce « la brutalité, l'atrocité de cet attentat odieux » et exprime « une profonde solidarité » auprès des familles des victimes[5].
- Pays-Bas : le roi Willem-Alexander a déclaré « Notre cœur va aux victimes de l'attaque de Nice. La France a été touchée brutalement en ce jour de fête nationale. Nous insistons sur la profonde sympathie que nous ressentons pour tous ceux qui ont perdu un être cher et ceux qui connaissent le sentiment d'incertitude »[6]. Le Premier ministre Mark Rutte a dit que « c'est horrible de voir que des douzaines de gens, d'innocents citoyens, ont été touchés par une attaque mortelle une fois encore » et a déclaré qu'« après les horribles attentats de l'année dernière à Paris, la France a encore enduré un coup dur. Nos pensées vont aux victimes, leur famille et au peuple français et à ses dirigeants, qui ont enduré un dur supplice une fois de plus »[7]. Le Premier ministre a exprimé ses condoléances au gouvernement français.
- Pologne : Beata Szydlo, présidente du Conseil des ministres polonais, a exprimé sa « douleur » mais aussi sa « grande colère »[1].
- Portugal : le président Marcelo Rebelo de Sousa a envoyé un télégramme à son homologue français qui dit : « Mes pensées sont avec les douzaines de victimes et leurs familles, avec tous les Français, dans une solidarité fraternelle dans ce moment de douleur et d'angoisse. En mon nom et en celui de tous les Portugais, j'envoie les plus sincères condoléances au président François Hollande et au peuple français tout entier ». Le Premier ministre António Costa a dit que son gouvernement « dénonce et condamne fortement cette attaque qui a, une fois de plus, visé la France et tous les Européens... Le Portugal souffre avec la France en ce 14 Juillet, jour de fête nationale en France... Nous partageons tous les valeurs de la liberté, de l'égalité et de la fraternité »[8].
- Roumanie : le Premier ministre Dacian Cioloș a posté un message de condoléances : « La France est plongée dans le deuil. J'exprime mes plus profondes condoléances au peuple français, aux familles qui sont affectées par cet acte aléatoire de barbarie. La Roumanie est aux côtés de la France et du peuple français, touchés une fois de plus par une violence totale »[9]. Le président Klaus Iohannis a également condamné l'attaque : « Un jour de célébration est devenu un jour de deuil »[10].
- Royaume-Uni : La nouvelle Première ministre Theresa May a aussi réagi à cette attaque : « Nos pensées sont avec ceux qui ont été touchés par ce terrible incident sur ce qui était un jour de fête nationale. »[11].
- Russie : le président russe Vladimir Poutine a qualifié l'attentat à Nice d'« acte barbare » et encourage à continuer « la lutte contre le terrorisme »[12]. Il a ajouté « La Russie est solidaire avec le peuple français en ce jour difficile »[1]. Dmitri Medvedev, le Premier ministre russe, a déclaré « Le terrorisme n’a pas de frontières et représente un défi commun », avant d'ajouter « Encore plus parce que les terroristes et ceux qui les financent ne comprennent que la force ; nous devons l’utiliser [contre eux] »[1].
- Suède : le Premier ministre Stefan Löfven a dit, dans une déclaration écrite : « Ce qui s'est passé à Nice est terrible. C'est une attaque sur des gens innocents et c'est aussi une attaque sur notre société ouverte et démocratique. J'ai beaucoup de compassion pour toute la France ce soir et je pense aux victimes et à leurs familles »[13].
- Suisse : Le président de la Confédération suisse, Johann Schneider-Ammann, présent à Oulan Bator au sommet Europe-Asie, a réagi en disant qu'il s'agissait d'un acte horrible et inacceptable et présente ses condoléances aux familles des victimes de toutes nationalités[14] (dont deux Suisses : un enfant de 6 ans ainsi que sa maman de nationalité brésilienne établie en Suisse).
- Vatican : le père Federico Lombardi, porte-parole du Pape déclare : « Nous avons suivi cette nuit avec une énorme préoccupation les terribles nouvelles de Nice. Nous exprimons de la part du pape François notre participation et notre solidarité avec la souffrance des victimes et du peuple français tout entier en un jour qui devait être un grand jour de fête. Nous condamnons de la manière la plus absolue toute manifestation de folie homicide, de haine, de terrorisme et toute attaque contre la paix ».Le pape François lui-même déclare sur son compte Twitter officiel Pontifex « prier pour les victimes » et « demande à Dieu de changer le cœur des violents aveuglés par la haine »[15].

## Réactions en Afrique
- Afrique du Sud : le président Jacob Zuma a déclaré « L'Afrique du Sud partage la douleur du peuple français et espère que les survivants blessés se rétabliront vite » et a ajouté « L'Afrique du Sud condamne toutes les formes de terrorisme et est solidaire avec le gouvernement de la République française, alors qu'il pleure la mort de leurs citoyens »[16].
- Algérie : Abdelaziz Bouteflika, président de l’Algérie a  déclaré « L'Algérie condamne énergiquement cet acte barbare. Elle réitère sa conviction que le terrorisme qui n'a ni nationalité ni religion »[17].
- Égypte : le président égyptien Abdel Fattah al-Sissi a déclaré « de tels actes renforcent la détermination des pays et des peuples épris de paix pour combattre et vaincre le terrorisme »[12]. Shawki Allam, l'actuel grand mufti d’Égypte, a, lui, qualifié l’assaillant de Nice d’« extrémiste qui marche dans les pas du diable. L’islam n’a jamais appelé à faire couler le sang »[1].
- Sénégal : Macky Sall, président du Sénégal, déclare : « Les attentats inqualifiables tuant lâchement autant de victimes innocentes ce soir à Nice m'attristent profondément »[18].
- Tunisie : le président tunisien Béji Caïd Essebsi s'est rendu à la résidence de France afin de présenter ses condoléances « pour cet acte barbare qui ne fait la différence ni entre les religions, ni entre les nationalités, ni entre les pays [...] La meilleure réponse, c'est être solidaire », et a adressé une lettre à son homologue François Hollande[19]. Par ailleurs, l'ambassadeur tunisien en France Mohamed Ali Chihi affirma au lendemain de l'attentat « Il faut cesser de présenter l'auteur de l'attentat de Nice comme Tunisien ». Il ajouta « Même s'il s’avère que l’auteur est un français d’origine tunisienne, nous allons demander aux autorités françaises de se contenter de mentionner son identité française uniquement car les origines importent peu »[20].

## Réactions en Amérique

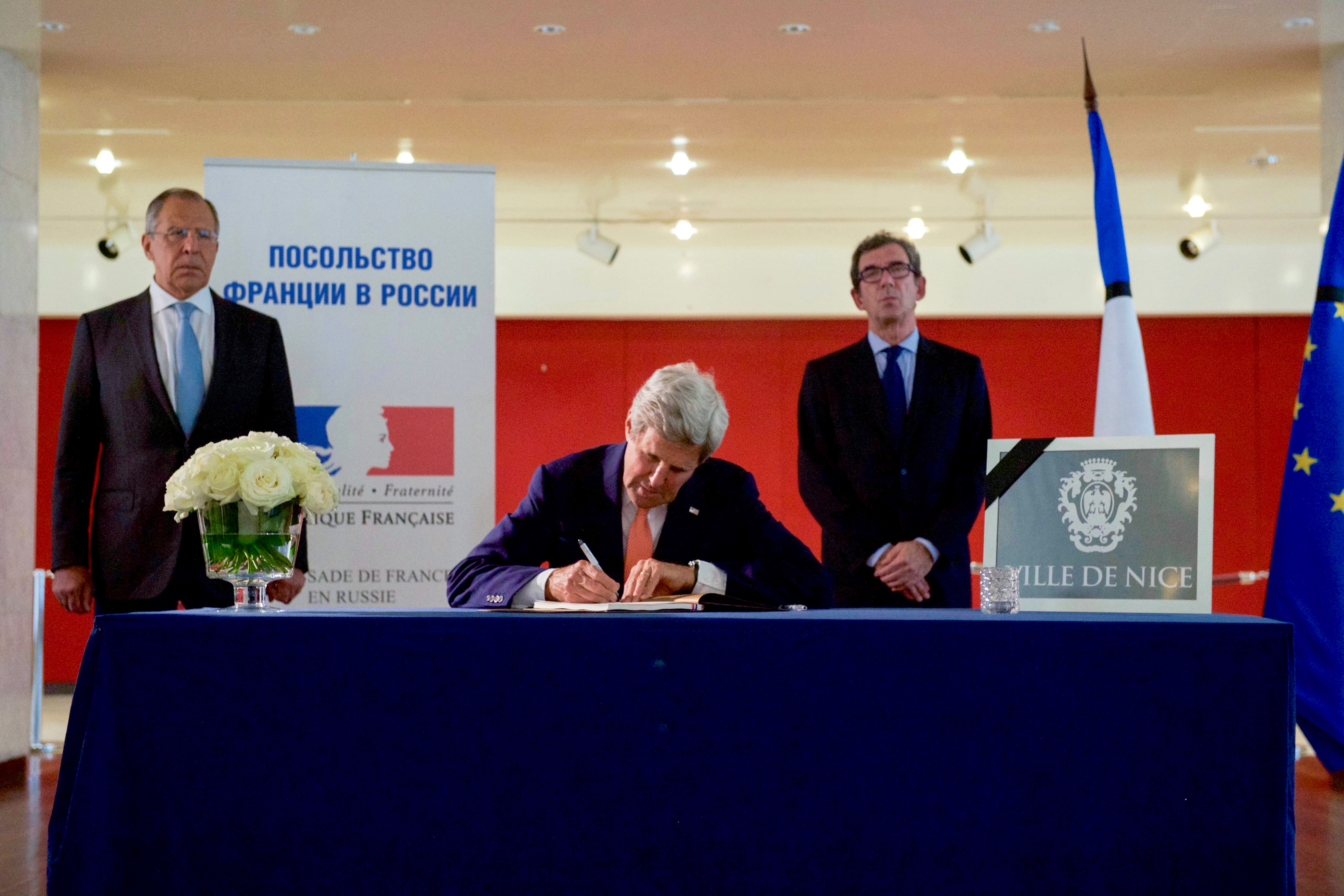
John Kerry et Sergueï Lavrov ensemble pour un hommage à l'ambassade française de Moscou.

- Brésil : Michel Temer, le président brésilien par intérim, a condamné « cette abjecte et outrageante action » perpétrée « contre des innocents qui célébraient les valeurs universelles les plus élevées, la liberté des peuples, l’égalité entre les citoyens et la fraternité »[1].
- Canada : le Premier ministre Justin Trudeau a déclaré « Les Canadiens sont bouleversés par l'attentat de ce soir à Nice. Notre sympathie va aux victimes et notre solidarité, au peuple français »[21].
- Chili : Michelle Bachelet, la présidente chilienne, a exprimé sa « consternation » et sa « profonde solidarité »[1].
- Colombie : le ministre des affaires étrangères a conclu : « Nous réaffirmons fortement notre rejet de toute forme de violence et des actes terroristes, qui n'ont pas de justification, et constituent une sérieuse menace à la paix et à la sécurité internationale, violant les droits fondamentaux des individus, y compris le droit à la vie »[22].
- États-Unis : le président, Barack Obama, exprime sa solidarité avec la France, « notre plus vieil allié »[23]. Hillary Clinton dit « avoir mal au cœur de ce qui est arrivé au peuple français »[11].

## Réactions en Asie
- Arabie saoudite : l'Arabie saoudite qualifie cet attentat d'acte « terroriste ignoble »[12].
- Chine : le Premier ministre, Li Keqiang, a déclaré « Nous condamnons fermement le terrorisme, sous toutes ses formes. Nous présentons nos condoléances aux victimes » lors du sommet Asie Europe d'Oulan Bator[1].
- Émirats arabes unis : les Émirats arabes unis ont, quant à eux, assuré leur « totale solidarité et soutien »[12].
- Iran : Le porte-parole du ministre des affaires étrangères, Bahram Ghasemi, a exprimé ses profonds regrets et condoléances de son pays, et a dit : « Comme nous l'avons dit plusieurs fois, le terrorisme est un phénomène menaçant et sera éradiqué uniquement avec une coopération et un consensus internationaux ». Il a ensuite ajouté : « Chaque négligence et double jeu avec le terrorisme mène à l'échec »[24].
- Israël : le Premier ministre Benjamin Netanyahu et le président Reuven Rivlin ont condamné l'attaque. Netanyahu a déclaré qu'« Israël condamne fortement la terrible attaque. Les Israéliens sont unis avec le peuple français », et offre une aide à la France pour combattre le terrorisme[25].
- Japon : le Premier ministre Shinzō Abe a condamné l'attaque, déclarant « c'était une attaque cruelle, et je présente mes sincères condoléances aux victimes. Le Japon exprime sa forte solidarité avec la France en ce moment difficile »[26]
- Corée du Sud : ministère des Affaires étrangères de Séoul a exprimé sa colère, à la perte de tant de vies dans ce qu'il a appelé une « attaque terroriste barbare ».
- Malaisie : Ahmad Zahid Hamidi, le vice-Premier ministre malais, a dit que la Malaisie exprime sa tristesse à propos de l'attentat à Nice et a peur que ces actes terniraient l'islam s'ils étaient réalisés par des terroristes au nom de la religion[27].
- Mongolie : le président mongol Tsakhiagiyn Elbegdorj a exprimé sa « solidarité » et fait une minute de silence pour les victimes durant le sommet Asie Europe à Oulan Bator[1].
- Singapour : dans une déclaration officielle, le gouvernement de Singapour a exprimé les « plus profondes condoléances aux familles des victimes et espère que ceux qui ont été blessés se rétablissent vite. Nos pensées sont avec le peuple français en ce moment »[28].

## Responsables religieux
Dans un communiqué publié par le père Federico Lombardi, le pape François condamne « de la manière la plus absolue toute manifestation de folie homicide, de haine, de terrorisme et toute attaque contre la paix ». Dans un message publié sur Twitter, il déclare « prier pour les victimes » et « demande à Dieu de changer le cœur des violents aveuglés par la haine ». Enfin, dans un communiqué envoyé à l'évêque de Nice au travers du cardinal Pietro Parolin, le pape « confie à la miséricorde de Dieu les personnes qui ont perdu la vie et s'associe vivement à la peine des familles endeuillées. Il exprime sa sympathie aux personnes blessées, ainsi qu’à toutes celles qui ont contribué aux secours, demandant au Seigneur de soutenir chacune dans cette épreuve. Implorant de Dieu le don de la paix et de la concorde, il invoque sur les familles éprouvées et sur tous les Français le bienfait des Bénédictions divines. » Le dimanche suivant, le pape dédie son angélus aux victimes.
Le président de la conférence épiscopale, Georges Pontier, archevêque de Marseille, appelle à la prière, à la solidarité et à l'unité, tout comme de nombreux évêques, parmi lesquels André Marceau, évêque de Nice. Le 15 juillet 2016, deux cérémonies en hommage aux victimes se tiennent à Nice : une première à 18 h en l'église Saint-Pierre-d'Arène, une seconde à 18 h 30 à la cathédrale Sainte-Réparate, en présence de Nicolas Sarkozy, Christian Estrosi et Marion Maréchal-Le Pen. Une messe à l'intention des victimes est célébrée en la cathédrale Notre-Dame de Paris, le dimanche 17 juillet 2016, par Denis Jachiet, évêque auxiliaire de Paris,.
Le grand imam de la mosquée Al-Azhar en Égypte, autorité la plus respectée de l'islam sunnite, a condamné cet acte suicidaire et appelé à l'unité pour débarrasser le monde du terrorisme.
Le 14e dalaï-lama a écrit au président François Hollande pour exprimer son choc et sa tristesse à la mort de plus de quatre-vingts personnes à Nice lors des célébrations du 14 juillet, tenant « à exprimer mes condoléances à vous et au peuple de France, en particulier aux familles et amis des personnes, y compris les enfants, qui ont été tués. Je prie pour le prompt rétablissement de ceux qui ont été blessés. Face à une telle tragédie, il est important de s'efforcer de conserver la paix de l'esprit et de se demander quelles mesures concrètes pouvons nous prendre ensemble pour éviter que de tels actes ne se reproduisent. Je crois fermement que de céder à la colère et à la haine ne favorisera pas le bonheur, notre objectif commun en tant que frères et sœurs humains ».